# Непорочне зачаття Ісуса Христа
Непоро́чне зача́ття — релігійна концепція, що стосується зачаття або без статевого акту і запліднення, або зачаття, при якому на дитину не переходить первородний гріх. Згідно з Біблією, стосується народження Дівою Марією Ісуса Христа, центральної фігури християнства. Біблійна концепція стверджує, що Ісус Христос вільний від первородного гріха.

## Християнство
В україномовній християнській літературі поняття «непорочне зачаття» вживається щодо двох абсолютно різних християнських доктрин, хоча в інших мовах відповідні доктрини мають різні назви.

### Непорочне зачаття Ісуса Христа
Доктрина непорочного зачаття (лат. Virginalis Conceptio), згідно якої Діва Марія чудесним чином зачала Ісуса Христа від Духа Святого, при цьому залишаючись цнотливою. Догмат про непорочне зачаття Ісуса Христа був затверджений в 431 році на III Вселенському соборі в Ефесі. Непорочне зачаття Ісуса приймають всі християнські конфесії.
Непорочне зачаття Ісуса підтверджується Євангельським текстом. Біблійне обґрунтування непорочності та незайманості Марії містилося в старозавітному пророцтві Ісаї (7:14) яке Євангеліє від Матвія віднесло до Марії: «Отже, Сам Господь дасть вам знака: Ось Діва в утробі зачне, і народить Сина ...». У відповідь на запитання діви Марії: «Яким чином?», архангел Гавриїл сказав: «Дух Святий злине на тебе, і Всевишнього сила обгорне тебе» (Луки 1:35). Закликаючи Йосипа одружитись з Марією, ангел повідомив: «…бо зачате в ній – то від Духа Святого» (Матвія 1:20). Окрім цього, Матвій стверджує, що діва «…має в утробі від Духа Святого» (1:18). У Посланні до Галатів 4:4 також згадується цей момент: «Бог послав Свого Сина, що родився від жони».
Святитель Григорій Ніський: "Говорячи про Неростлінну і Неіскусобрачну, неможливо у власному розумінні вжити слово «зачаття», тому що слова «дівоцтво» і «плотське зачаття» непоєднувані в Одній і Тій же. Але як Син даний нам без батька (земного), так і Отроча народжується без плотського зачаття. Діва, що не пізнала, яким чином в тілі Її склалося богоприйняте тіло, так не відчула народження. За свідченням пророцтва без хвороб було у Неї народження: «і поки прийшов її біль, то сина легенько вона привела…» (Іс. 66:7). 
У деяких джерелах зустрічається найменування «Безсіменне зачаття»: «Відомо також скептичне ставлення інших людей до дива безсіменного зачаття Діви Марії.  В оригінальному тексті пророцтва Ісаї варто єврейське слово «альма», що позначає молоду жінку, що досягла статевої зрілості і готова до шлюбу (пор. Бут 24:43; Вих 2: 8 і ін.). Однак у грецькому оригіналі Євангелія від Матвія, як і в Септуагінті, вжито не слово «νεανις» (дівчина чи молода жінка), як переклали єврейське слово альма Аквіла, Симмах і Феодотіон, а слово «παρθενος» (незаймана), яке відповідає єврейському «б'тула». Спори з приводу цього слова не вщухають і донині: одні кажуть, що слово «альма» (дівчина) ніяк не виключає слова «б'тула» (незаймана), інші стверджують, що Євангеліє від Матвія описує помилкову версію вірша Ісаї, засновану на неправильному перекладі з біблійного івриту. На думку деяких дослідників, у ранніх християн доктрини «непорочного зачаття» не було і вона з'являється не раніше II ст. н.е. Це можна простежити за джерелами: наприклад, більш раннім: «... про Сина Свого, що тілом був із насіння Давидового...» (до Римлян 1: 3), «Яків породив Йосипа; Йосип, якому заручена була діва Марія, народив Ісуса, що зветься Христос». (Матвій 1:18), і більш пізнього: «А Яків породив Йосипа, мужа Марії, що з неї родився Ісус, званий Христос». (канонічне Єв. від Матвія 1:18).
Святитесь Димитрій Ростовський «Воєводствує над полком дівоцтва, як Приснодіва, як Діва і перед Різдвом, і в Різдві, і після Різдва, Діва, дівочою чистотою перевершує Ангелів.»
Ігнатій Богоносець пише: «Бог наш ... по промислу Божому зачатий був Марією із роду Давидового, але від Духа Святого». "Божественне тіло Боголюдини зачате Божественно і народилося Божественно. Діва народила, будучи під час народження сповнена духовної найсвятішої радості. Хвороби не супроводжували цього народження, подібно до того, як хвороби не супроводжували взяття Єви з Адама.
Той факт, що Христос народився не від звичайного «зачаття», а від Духа Святого і непорочної Діви, виділяв Його народження з низки звичайних людських народжень. Саме цей факт, на думку Григорія Палами, робив Ісуса «новою Людиною», здатною вмістити в Себе всю повноту Божества: «... Якби Вона зачала від насіння, то Народжений не став би новою Людиною, не був би Він ні безгрішним, ні Спасителем грішників ... Якби зачаття Боже відбувалося від насіння, то не був би Він новою Людиною, ні начальником нового і аж ніяк не старіючого життя; бо якби Він був ... спадкоємцем того прабатьківської гріха, Він не зміг би носити в Собі повноту чистого Божества і зробити Свою плоть невичерпним джерелом освячення».
Свт. Ігнатій (Брянчанінов) вчив: «Одним з трьох Осіб Своїх, Всесвятим Словом, Він прийняв людство, зачався в утробі Пресвятої Діви дією Всесвятого Духа, усунувши від Себе звичайне людське зачаття від насіння чоловіка, — зачаття, що передавало всім людям заразу гріховну.

### Непорочне зачаття Діви Марії
Католицька доктрина (лат. Immaculata Conceptio), згідно якої Діва Марія була зачата від звичайних батьків, але на неї не перейшов первородний гріх. Догмат був установлений у 1854 році і визнається лише католиками. Свято Непорочного зачаття відзначається 8 грудня і в католицькому календарі є одним з головних Богородичних свят.

## В інших релігіях
- Персей — син бога Зевса і Данаї.
- Непорочне зачаття Чайтанья Махапрабгу